# Biblioteka imeni Lenina (stanice metra v Moskvě)
Biblioteka imeni Lenina (rusky Библиоте́ка и́мени Ле́нина, do češtiny lze název stanice přeložit jako Leninova knihovna) je stanice moskevského metra, pojmenovaná po svém vzniku podle nedaleké knihovny. Přestože ta změnila svůj název na Ruská státní knihovna, název stanice samotné se od roku 1991 nezměnil. Biblioteka imeni Lenina je součástí Sokolničeské linky.

## Charakteristika stanice
Stanice patří k těm z nejstarších, které se v celé síti Moskevského metra nacházejí. Otevřena byla spolu s prvním úsekem první linky dne 15. května 1935. Je to jednolodní mělce založená stanice se stropní klenbou umístěnou pouhé dva metry pod úrovní ulice. Postavena byla bez nutnosti vytvořit na povrchu stavební zábor. Při svém otevření měla dva výstupy, severní, který byl dočasný a zrušen ve 40. letech a jižní, který vede do povrchového vestibulu a slouží cestujícím stále. Kromě toho z prostředka nástupiště stanice vychází schodiště, které je napojuje na síť přestupních chodeb vedoucích do stanic Aleksandrovskij sad na Filjovské lince (od roku 1938), Borovickaja na Serpuchovsko-Timirjazevské lince (v roce 1990) a Arbatskaja na lince Arbatsko-Pokrovské.